# Tractat del port d'Astún
El tractat del port d'Astún, també denominat des de la historiografia francesa tractat de la Vesiau (en fr., traité de la Vesiau), o tractat dels borns de Somport és un acord que precisa els drets i usos de pasturatge a l'entorn del port d'Astún entre el municipi espanyol de Jaca (Aragó) i les tres comunes franceses de la vall de l'Aspa: Urdos, Cette-Eygun i Eth saut; a la regió d'Aquitània el 1513.

## Etimologia
La denominació aplicada a aquest acord a França, vesiau, és una paraula gascona que significa veïnatge.

## Història
Aquest tractat ve succeint-se des de l'edat mitjana, i han d'entendre's en el context d'altres acords similars que des d'aquesta època venen succeint-se al llarg de tota l'actual frontera hispà-gal·la entre les respectives autoritats locals facilitant l'optimització dels recursos de les poblacions frontereres de tal manera que els límits polítics no suposessin un problema per al desenvolupament econòmic dels seus habitants.
D'aquesta manera aquest tractat és esmentat en els grans tractats entre Espanya i França que han fixat els límits territorials entre tots dos països: Tractat dels Pirineus (1659) i Tractat de Baiona (1856).
Cada any, l'acord és ratificat pels alcaldes de Jaca i de les tres comunes de l'alta vall de l'Asp, reconeixent els borns fronterers i comunicant l'acord a les autoritats nacionals competents. La signatura, precedida d'una cerimònia internacional oficial en presència de les autoritats competents en el cim del port de Somport, suposa una jornada festiva per als habitants de l'Alt Asp i de l'Alt Aragó.